# Епархия Вильяррики-дель-Эспириту-Санто
Епархия Вильяррики-дель-Эспириту-Санто (исп. Diócesis de Villarrica del Espíritu Santo, лат. Dioecesis Villaricensis Spiritus Sancti) — епархия Римско-Католической церкви c центром в городе Вильяррика, Парагвай. Распространяет свою юрисдикцию на департаменты Каасапа и Гуайра. Входит в митрополию Асунсьона. Кафедральным собором епархии является церковь Святой Клары.

## История
1 мая 1929 года Римский папа Пий XI издал буллу Universi Dominici, которой учредил епархию Вильяррики, выделив её из епархии Парагвая, которую в этот же день возвёл в ранг архиепархии с наименованием «Архиепархия Асунсьона».
В следующие годы епархия Вильяррики-дель-Эспириту-Санто передала часть своей территории для образования новых епархий:
- 19 января 1957 года — епархии Сан-Хуан-Баутиста-де-лас-Мисьонеса;
- 21 января 1957 года — территориальной прелатуре Энкарнасьона (сегодня — Епархия Энкарнасьона);
- 10 сентября 1961 года — территориальной прелатуре Коронеля-Овьедо (сегодня — Епархия Коронеля-Овьедо);
- 5 июня 1978 года — епархии Карапегуа.

13 января 1990 года епархия Вильяррики была переименована в епархию Вильяррики-дель-Эспириту-Санто.

## Ординарии епархии
- епископ Augustin Rodríguez (19.10.1931 — 7.12.1965 — назначен военным ординарием Парагвая);
- епископ Фелипе Сантьяго Бенитес Авалос (4.12.1965 — 20.05.1989 — назначен архиепископом Асунсьона);
- епископ Себелио Перальта Альварес (19.04.1990 — 27.12.2008 — назначен епископом Сан-Лоренсо);
- епископ Рикардо Хорхе Валенсуэла Риос (25.06.2010 — 29.06.2017 — назначен епископом Каакупе);
- епископ Адальберто Мартинес Флорес (23.06.2018 — 17.02.2022 — назначен архиепископом Асунсьона);
  - Sede vacante (2022—2024);
- епископ Мигель Анхель Кабельо Альмада (5.12.2024 — по настоящее время).